# National Board of Review: Top Ten Films
National Board of Review: Top Ten Films est une liste des 10 meilleurs films sélectionnés chaque année par le National Board of Review (NBR) à compter de 1929.
De 1930 à 2018, le NBR a choisi à 74 reprises dans sa liste le film qui allait ensuite remporter l'Oscar du meilleur film. Vingt-quatre de ces fois, le film sélectionné était le numéro un sur la liste du NBR pour cette année[réf. nécessaire].

## Liste
- † = Gagnant pour l'Oscar du meilleur film
- ‡ = Nommé pour l'Oscar du meilleur film

### Années 1920
- 1929 :
  - Applause
  - Broadway
  - Bulldog Drummond
  - Le Calvaire de Lena X
  - Disraeli ‡
  - Hallelujah
  - The Letter
  - Parade d'amour ‡
  - Paris Bound
  - Je suis un assassin

### Années 1930
| - 1930 : - À l'Ouest, rien de nouveau † - Holiday - Laughter - The Man from Blankley's - Hommes sans femmes - Cœurs brûlés - Outward Bound - Romance - La Rue de la chance - Tol'able David | - 1931 : - La Ruée vers l'Ouest † - Les Lumières de la ville - Les Carrefours de la ville - Agent X 27 - The Front Page ‡ - The Guardsman - Fortunes rapides - Rango - Surrender - Tabou |

| - 1932 : - Je suis un évadé ‡ - Comme tu me veux - Héritage - L'Adieu aux armes ‡ - Madame Racketeer - Payment Deferred - Scarface - Tarzan, l'homme singe - Haute Pègre - Deux Secondes | - 1933 : - Topaze - Berkeley Square - Cavalcade † - Les Quatre Filles du docteur March ‡ - Mama Loves Papa - The Pied Piper - Lady Lou ‡ - La Foire aux illusions ‡ - La Lune à trois coins - Révolte au zoo |

| - 1934 : - New York-Miami † - Le Comte de Monte-Cristo - Crime Without Passion - Eskimo - The First World War (documentaire) - La Patrouille perdue - Lot in Sodom - Comme les grands - L'Introuvable ‡ - Viva Villa ! ‡ | - 1935 : - Le Mouchard ‡ - Désirs secrets ‡ - Anna Karénine - David Copperfield ‡ - Aller et Retour - Les Misérables ‡ - Les Trois Lanciers du Bengale ‡ - Les Révoltés du Bounty † - L'Extravagant Mr Ruggles ‡ - Qui a tué le rouge-gorge ? |

| - 1936 : - L'Extravagant Mr. Deeds ‡ - La Vie de Louis Pasteur ‡ - Les Temps modernes - Furie - Sous les ponts de New York - Au seuil de la vie - Brumes - Roméo et Juliette ‡ - Je n'ai pas tué Lincoln - Les Verts Pâturages | - 1937 : - La Force des ténèbres - La Vie d'Émile Zola † - La Légion noire - Le Roman de Marguerite Gautier - Place aux jeunes - Visages d'Orient ‡ - La ville gronde - Capitaines courageux ‡ - Une étoile est née ‡ - Pension d'artistes ‡ |

| - 1938 : - La Citadelle ‡ - Blanche-Neige et les Sept Nains - Vessel of Wrath - Ombres sur Paris - Les Bébés turbulents - À l'angle du monde - Of Human Hearts - L'Insoumise ‡ - South Riding - Trois Camarades | - 1939 : - Les Aveux d'un espion nazi - Les Hauts de Hurlevent ‡ - La Chevauchée fantastique ‡ - Ninotchka ‡ - Vers sa destinée - Crisis - Au revoir Mr. Chips ‡ - Monsieur Smith au Sénat ‡ - Les Fantastiques Années 20 - L'Espion noir |

### Années 1940
| - 1940 : - Les Raisins de la colère ‡ - Le Dictateur ‡ - Des souris et des hommes ‡ - Une petite ville sans histoire ‡ - Fantasia - Les Hommes de la mer ‡ - Correspondant 17 ‡ - The Biscuit Eater - Autant en emporte le vent † - Rebecca † | - 1941 : - Citizen Kane ‡ - Qu'elle était verte ma vallée † - La Vipère ‡ - Sous le regard des étoiles - Dumbo - La Grande Évasion - Le Défunt récalcitrant ‡ - Ses trois amoureux - En route vers Zanzibar - Un cœur pris au piège |

| - 1942 : - Ceux qui servent en mer ‡ - Un de nos avions n'est pas rentré - Madame Miniver † - Journey for Margaret - La Sentinelle du Pacifique ‡ - Si Adam avait su... - Uniformes et Jupons courts - Les Voyages de Sullivan - The Moon and Sixpence - The Pied Piper ‡ | - 1943 : - L'Étrange Incident ‡ - Quand le jour viendra ‡ - Air Force - Holy Matrimony - La Manière forte - Casablanca † - Fidèle Lassie - Bataan - La Nuit sans lune - The Next of Kin |

| - 1944 : - Rien qu'un cœur solitaire ‡ - La Route semée d'étoiles † - Miracle au village - Héros d'occasion - Le Chant de Bernadette ‡ - Le Président Wilson ‡ - Le Chant du Missouri - Trente Secondes sur Tokyo - Thunder Rock - Lifeboat | - 1945 : - La Vraie Gloire - Le Poison † - L'Homme du Sud - Les Forçats de la gloire - La Dernière Chance - Colonel Blimp - Le Lys de Brooklyn - Le Combattant - L'Héroïque Parade - L'Horloge |

| - 1946 : - Henry V ‡ - Rome, ville ouverte - Les Plus Belles Années de notre vie † - Brève Rencontre - Le Commando de la mort - Goupi Mains Rouges - La Poursuite infernale - Le Journal d'une femme de chambre - Les Tueurs - Anna et le Roi de Siam | - 1947 : - Monsieur Verdoux - Les Grandes Espérances ‡ - Sciuscià - Feux croisés ‡ - Boomerang ! - Huit Heures de sursis - Le Mur invisible † - Vivre en paix - La vie est belle ‡ - La route est ouverte |

| - 1948 : - Païsa - Jour de colère - Les Anges marqués - Le Trésor de la Sierra Madre ‡ - Louisiana Story - Hamlet † - La Fosse aux serpents ‡ - Johnny Belinda ‡ - Jeanne d'Arc - Les Chaussons rouges ‡ | - 1949 : - Le Voleur de bicyclette - Le Petit noir tranquille - L'Intrus - L'Héritière ‡ - Le Diable au corps - Quartet - Allemagne année zéro - La Demeure des braves - Chaînes conjugales ‡ - Première Désillusion |

### Années 1950
| - 1950 : - Boulevard du crépuscule ‡ - Ève † - Quand la ville dort - C'étaient des hommes - La Marche à l'enfer - Un homme de fer ‡ - Panique dans la rue - Cyrano de Bergerac - La porte s'ouvre - Le Grand Alibi | - 1951 : - Une place au soleil ‡ - La Charge victorieuse - Un Américain à Paris † - Mort d'un commis voyageur - Histoire de détective - Un tramway nommé Désir ‡ - Le Traître ‡ - L'Inconnu du Nord-Express - Quo vadis ‡ - 14 Heures |

| - 1952 : - L'Homme tranquille ‡ - Le train sifflera trois fois ‡ - Les Feux de la rampe - L'Affaire Cicéron - Les Neiges du Kilimandjaro - L'Espion - Les Ensorcelés - Chantons sous la pluie - Le Grand Secret (film, 1952) - My Son John | - 1953 : - Jules César ‡ - L'Homme des vallées perdues ‡ - Tant qu'il y aura des hommes † - Martin Luther - Lili - Vacances romaines ‡ - Stalag 17 - Le Petit Fugitif - Mogambo - La Tunique ‡ |

| - 1954 : - Sur les quais † - Les Sept Femmes de Barbe-Rousse ‡ - Une fille de la province ‡ - Une étoile est née - La Tour des ambitieux - La Grande Prairie - Sabrina - Vingt mille lieues sous les mers - The Unconquered - Plus fort que le diable | - 1955 : - Marty † - À l'est d'Éden - Permission jusqu'à l'aube ‡ - Un homme est passé - Vacances à Venise - La Rose tatouée ‡ - Au service des hommes - Pour que vivent les hommes - Picnic ‡ - Lions d'Afrique |

| - 1956 : - Le Tour du monde en quatre-vingts jours † - Moby Dick - Le Roi et moi ‡ - La Vie passionnée de Vincent van Gogh - La Loi du Seigneur ‡ - Marqué par la haine - Le Repas de noces - Anastasia - L'Homme qui n'a jamais existé - Arrêt d'autobus | - 1957 : - Le Pont de la rivière Kwaï † - Douze hommes en colère ‡ - L'Odyssée de Charles Lindbergh - Quand se lève la lune - Albert Schweitzer - Drôle de frimousse - La Nuit des maris - Torpilles sous l'Atlantique - Une poignée de neige - L'Adieu aux armes |

| - 1958 : - Le Vieil Homme et la Mer - Tables séparées ‡ - La Dernière Fanfare - Les Feux de l'été - Windjammer: The Voyage of the Christian Radich - La Chatte sur un toit brûlant ‡ - La Déesse - Les Frères Karamazov - Moi et le colonel - Gigi † | - 1959 : - Au risque de se perdre ‡ - Ben-Hur † - Autopsie d'un meurtre ‡ - Le Journal d'Anne Frank ‡ - Au milieu de la nuit - L'Homme qui comprend les femmes - Certains l'aiment chaud - Soudain l'été dernier - Le Dernier Rivage - La Mort aux trousses |

### Années 1960
| - 1960 : - Amants et Fils ‡ - Alamo ‡ - Horizons sans frontières ‡ - Procès de singe - Sunrise at Campobello - Elmer Gantry le charlatan ‡ - Celui par qui le scandale arrive - La Garçonnière † - Le Fleuve sauvage - The Dark at the Top of the Stairs | - 1961 : - Question 7 - L'Arnaqueur ‡ - West Side Story † - Les Innocents - Le Mal de vivre - Été et Fumées - Les Blouses blanches - Jugement à Nuremberg ‡ - Un, deux, trois - Fanny ‡ |

| - 1962 : - Le Jour le plus long ‡ - Billy Budd - Miracle en Alabama - Lawrence d'Arabie † - Long voyage vers la nuit - Le vent garde son secret - Requiem pour un champion - Un goût de miel - Le Prisonnier d'Alcatraz - La guerre est aussi une chasse | - 1963 : - Tom Jones † - Le Lys des champs ‡ - All the Way Home - Le Plus Sauvage d'entre tous - Le Prix d'un homme - Sa Majesté des mouches - La Chambre indiscrète - La Grande Évasion - La Conquête de l'Ouest ‡ - Le Cardinal |

| - 1964 : - Becket ‡ - My Fair Lady † - La Fille aux yeux verts - Deux copines, un séducteur - Zorba le Grec ‡ - Topkapi - Mystère sur la falaise - La Vie extraordinaire de Winston Churchill - Four Days in November - Le Rideau de brume | - 1965 : - The Eleanor Roosevelt Story - L'Extase et l'Agonie - Le Docteur Jivago ‡ - La Nef des fous ‡ - L'Espion qui venait du froid - Darling ‡ - La Plus Grande Histoire jamais contée - Des clowns par milliers ‡ - Le Train - La Mélodie du bonheur † |

| - 1966 : - Un homme pour l'éternité † - Vivre libre - Alfie le dragueur ‡ - Qui a peur de Virginia Woolf ? ‡ - La Bible - Georgy Girl - John F. Kennedy: Years of Lightning, Day of Drums - En Angleterre occupée - Les Russes arrivent ‡ - Shakespeare Wallah | - 1967 : - Loin de la foule déchaînée - Les Chuchoteurs - Ulysses - De sang-froid - Chaque chose en son temps - La Mégère apprivoisée - L'Extravagant Docteur Dolittle ‡ - Le Lauréat ‡ - Les Comédiens - Accident |

| - 1968 : - Les Souliers de saint Pierre - Roméo et Juliette ‡ - Yellow Submarine - Charly - Rachel, Rachel ‡ - The Subject Was Roses - Le Lion en hiver ‡ - La Planète des singes - Oliver ! † - 2001, l'Odyssée de l'espace | - 1969 : - On achève bien les chevaux - Ring of Bright Water - L'Étau - Goodbye, Mr. Chips - La Bataille d'Angleterre - Isadora - Les Belles Années de miss Brodie - Ne tirez pas sur le shérif - Cent dollars pour un shérif - Macadam Cowboy † |

### Années 1970
| - 1970 : - Patton † - Kes - Love - Cinq pièces faciles ‡ - La Fille de Ryan - I Never Sang for My Father - Journal intime d'une femme mariée - Love Story ‡ - La Vierge et le Gitan - Tora ! Tora ! | - 1971 : - Macbeth - The Boy Friend - One Day in the Life of Ivan Denisovich - French Connection † - La Dernière Séance ‡ - Nicolas et Alexandra ‡ - Le Messager - King Lear - The Tales of Beatrix Potter - Mort à Venise |

| - 1972 : - Cabaret ‡ - L'Homme de la Manche - Le Parrain † - Sounder ‡ - 1776 - De l'influence des rayons gamma sur le comportement des marguerites - Délivrance ‡ - Dieu et mon droit - Votez McKay - Frenzy | - 1973 : - L'Arnaque † - La Barbe à papa - Le Dernier Match - Serpico - Le Meilleur des mondes possible - The Last American Hero - La Méprise - Le Jour du dauphin - Nos plus belles années |

| - 1974 : - Conversation secrète ‡ - Le Crime de l'Orient-Express - Chinatown ‡ - La Dernière Corvée - Harry et Tonto - Une femme sous influence - Nous sommes tous des voleurs - Lenny ‡ - Daisy Miller - Les Trois Mousquetaires | - 1975 : - Nashville ‡ / Barry Lyndon ‡ - Coupable sans visage - Vol au-dessus d'un nid de coucou † - Les Mensonges que mon père me contait - Un après-midi de chien ‡ - Le Jour du fléau - Profession : reporter - Hearts of the West - Adieu ma jolie - Alice n'est plus ici |

| - 1976 : - Les Hommes du président ‡ - Network : Main basse sur la télévision ‡ - Rocky † - Le Dernier Nabab - Sherlock Holmes attaque l'Orient-Express - Le Prête-nom - Le Dernier des géants - Complot de famille - La Dernière Folie de Mel Brooks - Obsession | - 1977 : - Le Tournant de la vie ‡ - Annie Hall † - Julia ‡ - Star Wars, épisode IV : Un nouvel espoir ‡ - Rencontres du troisième type - Le chat connaît l'assassin - La Fièvre du samedi soir - Equus - The Picture Show Man - Harlan County, U.S.A. |

| - 1978 : - Les Moissons du ciel - Le Retour ‡ - Intérieurs - Superman - Folie Folie - Midnight Express ‡ - Une femme libre ‡ - La Petite - Girlfriends - Le Souffle de la tempête | - 1979 : - Manhattan - Yanks - Les Européens - Le Syndrome chinois - La Bande des quatre ‡ - Apocalypse Now ‡ - Bienvenue, mister Chance - C'était demain - North Dallas Forty - Kramer contre Kramer † |

### Années 1980
| - 1980 : - Des gens comme les autres † - Raging Bull ‡ - Nashville Lady ‡ - Tess ‡ - Melvin and Howard - The Great Santini - Elephant Man ‡ - Le Diable en boîte - My Bodyguard - Résurrection | - 1981 : - Les Chariots de feu † / Reds ‡ - Atlantic City ‡ - Stevie - Gallipoli - La Maison du lac ‡ - Le Prince de New York - Les Aventuriers de l'arche perdue ‡ - Heartland - Ticket to Heaven - Héros ou Salopards |

| - 1982 : - Gandhi † - Le Verdict ‡ - Le Choix de Sophie - Officier et Gentleman - Missing ‡ - E.T., l'extra-terrestre ‡ - Le Monde selon Garp - Tootsie ‡ - Travail au noir - L'Élu | - 1983 : - Trahisons conjugales / Tendres Passions † - L'Éducation de Rita - Tendre Bonheur ‡ - L'Habilleur ‡ - L'Étoffe des héros ‡ - Le Dernier Testament - Local Hero - Les Copains d'abord ‡ - Marjorie - Yentl |

| - 1984 : - La Route des Indes ‡ - Paris, Texas - La Déchirure ‡ - Les Saisons du cœur ‡ - Prêchi-prêcha - Les Moissons de la colère - A Soldier's Story ‡ - Birdy - Careful, He Might Hear You - Au-dessous du volcan | - 1985 : - La Couleur pourpre ‡ - Out of Africa † - Mémoires du Texas - Witness ‡ - Le Baiser de la femme araignée ‡ - L'Honneur des Prizzi ‡ - Retour vers le futur - La Partie de chasse - Sang pour sang - Dreamchild |

| - 1986 : - Chambre avec vue ‡ - Hannah et ses sœurs ‡ - My Beautiful Laundrette - La Mouche - Stand By Me - La Couleur de l'argent - Les Enfants du silence ‡ - Autour de minuit - Peggy Sue s'est mariée - Mission ‡ | - 1987 : - Empire du soleil - Le Dernier Empereur † - Broadcast News ‡ - Les Incorruptibles - Gaby - Cry Freedom - Liaison fatale ‡ - Hope and Glory ‡ - Wall Street - Full Metal Jacket |

| - 1988 : - Mississippi Burning ‡ - Les Liaisons dangereuses ‡ - Les Accusés - L'Insoutenable Légèreté de l'être - La Dernière Tentation du Christ - Tucker - Big - À bout de course - Gorilles dans la brume - Midnight Run | - 1989 : - Miss Daisy et son chauffeur † - Henry V - Sexe, Mensonges et Vidéo - Susie et les Baker Boys - My Left Foot ‡ - Le Cercle des poètes disparus ‡ - Crimes et Délits - Né un 4 juillet ‡ - Glory - Jusqu'au bout du rêve ‡ |

### Années 1990
| - 1990 : - Danse avec les loups † - Hamlet - Les Affranchis ‡ - L'Éveil ‡ - Le Mystère von Bülow - Miller's Crossing - Metropolitan - Mr and Mrs Bridge - Avalon - Les Arnaqueurs | - 1991 : - Le Silence des agneaux † - Bugsy ‡ - Grand Canyon - Thelma et Louise - Homicide - Dead Again - Boyz N the Hood - Rambling Rose - Frankie et Johnny - Jungle Fever |

| - 1992 : - Retour à Howards End ‡ - The Crying Game ‡ - Glengarry - Des hommes d'honneur ‡ - The Player - Impitoyable † - Un faux mouvement - Peter's Friends - Bob Roberts - Malcolm X | - 1993 : - La Liste de Schindler † - Le Temps de l'innocence - Les Vestiges du jour ‡ - La Leçon de piano ‡ - Les Ombres du cœur - Au nom du père ‡ - Philadelphia - Beaucoup de bruit pour rien - Short Cuts - Le Club de la chance |

| - 1994 : - Forrest Gump † / Pulp Fiction ‡ - Quiz Show ‡ - Quatre mariages et un enterrement ‡ - Coups de feu sur Broadway - Ed Wood - Les Évadés ‡ - Un homme presque parfait - La Folie du roi George - Tom et Viv - Créatures célestes | - 1995 : - Raison et Sentiments ‡ - Apollo 13 ‡ - Carrington - Leaving Las Vegas - Le Président et Miss Wade - Maudite Aphrodite - Smoke - Persuasion - Braveheart † - Usual Suspects |

| - 1996 : - Shine ‡ - Le Patient anglais † - Fargo ‡ - Secrets et Mensonges ‡ - Tout le monde dit I love you - Evita - Sling Blade - Trainspotting - Breaking the Waves - Jerry Maguire ‡ | - 1997 : - L.A. Confidential ‡ - Pour le pire et pour le meilleur ‡ - Les Ailes de la colombe - Will Hunting ‡ - Titanic † - De beaux lendemains - Boogie Nights - The Full Monty ‡ - L'Idéaliste - Jackie Brown |

| - 1998 : - Ni dieux ni démons - Il faut sauver le soldat Ryan ‡ - Elizabeth ‡ - Happiness - Shakespeare in Love † - Le Garçon boucher - Lolita - La Ligne rouge ‡ - Un plan simple - Les Moissons d'Irlande | - 1999 : - American Beauty † - Le Talentueux Mr. Ripley - Magnolia - Révélations ‡ - Une histoire vraie - Broadway, 39e rue - Boys Don't Cry - Dans la peau de John Malkovich - Libres comme le vent - Les Rois du désert |

### Années 2000
| - 2000 : - Quills, la plume et le sang - Traffic ‡ - Croupier - Tu peux compter sur moi - Billy Elliot - Avant la nuit - Gladiator † - Wonder Boys - Sunshine - Dancer in the Dark | - 2001 : - Moulin Rouge ‡ - In the Bedroom ‡ - Ocean's Eleven - Memento - À l'ombre de la haine - La Chute du faucon noir - The Barber - A.I. Intelligence artificielle - The Pledge - Mulholland Drive |

| - 2002 : - The Hours ‡ - Chicago † - Gangs of New York ‡ - Un Américain bien tranquille - Adaptation. - Le Chemin de la liberté - Le Pianiste ‡ - Loin du paradis - Thirteen Conversations About One Thing - Frida | - 2003 : - Mystic River ‡ - Le Dernier Samouraï - The Station Agent - 21 grammes - House of Sand and Fog - Lost in Translation ‡ - Retour à Cold Mountain - In America - Pur Sang, la légende de Seabiscuit ‡ - Master and Commander : De l'autre côté du monde ‡ |

| - 2004 : - Neverland ‡ - Aviator ‡ - Closer, entre adultes consentants - Million Dollar Baby † - Sideways ‡ - Dr Kinsey - Vera Drake - Ray ‡ - Collatéral - Hôtel Rwanda | - 2005 : (par ordre alphabétique sauf pour le premier) - Good Night and Good Luck ‡ - A History of Violence - Collision † - Match Point - Mémoires d'une geisha - Munich ‡ - Le Secret de Brokeback Mountain ‡ - Syriana - Truman Capote ‡ - Walk the Line |

| - 2006 : (par ordre alphabétique sauf pour le premier) - Lettres d'Iwo Jima ‡ - Babel ‡ - Blood Diamond - Chronique d'un scandale - History Boys - Les Infiltrés † - Le diable s'habille en Prada - Little Miss Sunshine ‡ - Mémoires de nos pères - Le Voile des illusions | - 2007 : (par ordre alphabétique sauf pour le premier) - No Country for Old Men † - L'Assassinat de Jesse James par le lâche Robert Ford - Les Cerfs-volants de Kaboul (film) - Into the Wild - Juno ‡ - Michael Clayton ‡ - Sans plus attendre - Sweeney Todd : Le Diabolique Barbier de Fleet Street - Une fiancée pas comme les autres - La Vengeance dans la peau |

| - 2008 : (par ordre alphabétique sauf pour le premier) - Slumdog Millionaire † - Burn After Reading - The Dark Knight : Le Chevalier noir - L'Échange - L'Étrange Histoire de Benjamin Button ‡ - Frost/Nixon, l'heure de vérité ‡ - Gran Torino - Harvey Milk ‡ - Les Insurgés - WALL-E - The Wrestler | - 2009 : (par ordre alphabétique sauf pour le premier) - In the Air ‡ - (500) jours ensemble - A Serious Man ‡ - Démineurs † - Inglourious Basterds ‡ - Invictus - Là-haut ‡ - Max et les Maximonstres - The Messenger - Star Trek - Une éducation ‡ |

### Années 2010
| - 2010 : (par ordre alphabétique sauf pour le premier) - The Social Network ‡ - Another Year - Fighter ‡ - Au-delà - Inception ‡ - Le Discours d'un roi † - Shutter Island - The Town - Toy Story 3 ‡ - True Grit ‡ - Winter's Bone ‡ | - 2011 : (par ordre alphabétique sauf pour le premier) - Hugo Cabret ‡ - The Artist † - Cheval de guerre ‡ - The Descendants ‡ - Drive - Harry Potter et les Reliques de la Mort - Partie 2 - J. Edgar - Les Marches du pouvoir - Millénium : Les Hommes qui n'aimaient pas les femmes - The Tree of Life ‡ |  |

| - 2012 : (par ordre alphabétique sauf pour le premier) - Zero Dark Thirty ‡ - Argo † - Les Bêtes du sud sauvage ‡ - Django Unchained ‡ - Happiness Therapy ‡ - Lincoln ‡ - Looper - Les Misérables ‡ - Le Monde de Charlie - Promised Land | - 2013 : (par ordre alphabétique sauf pour le premier) - Her ‡ - Twelve Years a Slave † - Fruitvale Station - Gravity ‡ - Inside Llewyn Davis - Lone Survivor - Nebraska ‡ - Prisoners - Dans l'ombre de Mary - La Vie rêvée de Walter Mitty - Le Loup de Wall Street ‡ |

| - 2014 : (par ordre alphabétique sauf pour le premier) - A Most Violent Year - American Sniper ‡ - Birdman † - Boyhood ‡ - Fury - Gone Girl - La Grande Aventure Lego - Imitation Game ‡ - Inherent Vice - Invincible - Night Call | - 2015 : (par ordre alphabétique sauf pour le premier) - Mad Max: Fury Road ‡ - Creed : L'Héritage de Rocky Balboa - Les Huit Salopards - NWA: Straight Outta Compton - Le Pont des espions ‡ - Room ‡ - Seul sur Mars ‡ - Sicario - Spotlight † - Vice-versa |

| - 2016 : (par ordre alphabétique sauf pour le premier) - Manchester by the Sea ‡ - Ave, César ! - Comancheria ‡ - Les Figures de l'ombre ‡ - La La Land ‡ - Moonlight † - Premier contact ‡ - Silence - Sully - Traque à Boston - Tu ne tueras point ‡ | - 2017 : (par ordre alphabétique sauf pour le premier) - Pentagon Papers ‡ - Baby Driver - Call Me by Your Name ‡ - The Disaster Artist - Downsizing - Dunkerque ‡ - The Florida Project - Get Out ‡ - Lady Bird ‡ - Logan - Phantom Thread ‡ |

| - 2018 : (par ordre alphabétique sauf pour le premier) - Green Book : Sur les routes du sud † - A Star Is Born ‡ - La Ballade de Buster Scruggs - Black Panther ‡ - Les Faussaires de Manhattan - Eighth Grade - Le Retour de Mary Poppins - Roma ‡ - Sans un bruit - Si Beale Street pouvait parler - Sur le chemin de la rédemption | - 2019 : (par ordre alphabétique sauf pour le premier) - The Irishman ‡ - 1917 ‡ - À couteaux tirés - Le Cas Richard Jewell - Dolemite Is My Name - Jojo Rabbit ‡ - Le Mans 66 ‡ - Marriage Story ‡ - Once Upon a Time… in Hollywood ‡ - Uncut Gems - Waves |

### Années 2020
| - 2020 : (par ordre alphabétique sauf pour le premier) - Da 5 Bloods : Frères de sang - 40 ans, toujours dans le flow - First Cow - Judas and the Black Messiah ‡ - Minari ‡ - Minuit dans l'univers - La Mission - Nomadland † - Promising Young Woman ‡ - Soul - Sound of Metal ‡ | - 2021 : (par ordre alphabétique sauf pour le premier) - Licorice Pizza - Belfast - Don't Look Up : Déni cosmique - Dune - La Méthode Williams - Le Dernier Duel - Nightmare Alley - Red Rocket - Macbeth - West Side Story |